# Elbský evangelický luteránský kostel
Elbský evangelický luteránský kostel (též Elbský bílý kostelík, německy Elbe Evangelische Lutherische Kirche) je malý kostel nacházející se v obci Elbe ve státě Washington na severozápadě USA.
Byl vystavěn roku 1906. Je v soukromém vlastnictví.
Konají se v něm pravidelně jednou do měsíce bohoslužby (s výjimkou zimního období); patří tak k nejmenším funkčním kostelům v USA.
Do Národního rejstříku historických míst byl kostel přidán roku 1976.